# Dennis Kelly (scrittore)
Dennis Kelly (Londra, 16 novembre 1970) è un commediografo, sceneggiatore, librettista e traduttore britannico.

## Biografia
Nato e cresciuto in una famiglia irlandese a Barnet, Dennis Kelly ha studiato teatro alla Goldsmiths University.
A partire dalla fine degli anni novanta, Kelly ha scritto una ventina di opere teatrali, ma è noto soprattutto per il libretto del musical Matilda the Musical, che gli è valso il Tony Award al miglior libretto di un musical quando lo show ha esordito a Broadway nel 2013. Ha inoltre curato le traduzioni dal tedesco di opere teatrali di Georg Kaiser, Heinrich von Kleist e Gerhart Hauptmann.
È sposato con l'attrice italiana Monica Nappo dal 2011.

## Filmografia

### Cinema
- Black Sea, regia di Kevin Macdonald (2014)
- Matilda, regia di Matthew Warchus (2022)

### Televisione
- Velvet Soup – serie TV, 2 episodi (2001)
- Pulling – serie TV, 13 episodi (2008-2009)
- Utopia – serie TV, 13 episodi (2013-2014)
- The Third Day – serie TV, 6 episodi (2020)

## Teatro

### Opere di prosa
- Brendan's Visit, Etcetera Theatre (1997)
- Debris, Theatre503 (2003)
- Blackout, Soho Theatre (2004)
- Osama the Hero, Hampstead Theatre di Londra (2005)
- After the End, Bush Theatre di Londra (2005)
- Love and Money, Royal Exchange Theatre di Manchester (2006)
- Taking Care of Baby, Birmingham Repertory Theatre (2007)
- Murder at Gobbler's Wood, Latitude Festival di Henham Park (2007)
- Pupation, Hampstead Theatre di Londra (2007)
- D.N.A., National Theatre di Londra (2008)
- Our Teacher's a Troll, Mull Theatre di Glasgow (2009)
- Orphans, Traverse Theatre di Londra (2009)
- The Gods Weep, Hampstead Theatre di Londra (2010)
- True Love, Sums and Christmas, Old Vic di Londra (2010)
- Things That Make No Sense, Southwark Playhouse di Londra (2011)
- The Ritual Slaughter of Gorge Mastromas, Royal Court Theatre di Londra (2013)
- Girls & Boys, Royal Court Theatre di Londra (2018)

### Musical
- Matilda the Musical, colonna sonora di Tim Minchin, Couryard Theatre di Stratford-upon-Avon (2010)
- Pinocchio, colonna sonora di Leigh Harline, Ned Washington, Paul Smith & Martin Lowe. National Theatre di Londra (2017)

### Traduttore
- The Fourth Gate di Péter Kárpáti, National Theatre di Londra (2004)
- Rose Bernd di Gerhart Hauptmann, Arcola Theatre di Londra (2005)
- Il principe di Homburg di Heinrich von Kleist, Donmar Warehouse di Londra (2010)
- From Morning to Midnight di Georg Kaiser, National Theatre di Londra (2013)

## Riconoscimenti
- BAFTA
  - 2007 – Candidatura per la miglior situation comedy per Pulling
- British Comedy Award
  - 2009 – Miglior commedia drammatica per Pulling
- Drama Desk Award
  - 2013 – Miglior musical per Matilda the Musical
  - 2013 – Miglior libretto di un musical per Matilda the Musical
- Evening Standard Theatre Award
  - 2011 – Miglior musical per Matilda the Musical
- International Emmy Award
  - 2014 – Miglior serie drammatica per Utopia
- Premio Laurence Olivier
  - 2012 – Miglior nuovo musical per Matilda the Musical
- Outer Critics Circle Award
  - 2013 – Candidatura per il miglior musical di Broadway per Matilda the Musical
  - 2013 – Miglior libretto di un musical per Matilda the Musical
- Tony Award
  - 2013 – Miglior libretto di un musical per Matilda the Musical